# Domžale
Domžale er en by i det centrale Slovenien med et indbyggertal på ca. 13.222 (2023). Byen ligger ved bredden af floden Kamniška Bistrica.